# Финале Светског првенства у фудбалу 2014.
Финале Светског првенства у фудбалу 2014. била је фудбалска утакмица која је одлучила победника Светског првенства 2014. То је било 20. финале Светског првенства, турнира у коме учествују фудбалске репрезентације чланице ФИФЕ. Финална утакмица је одиграна на стадиону Маракана у Рио де Жанеиру, Бразил, 13. јула 2014. Репрезентација Немачке освојила је четврту титулу првака света победивши Аргентину са 1:0 након продужетака. Једини гол постигао је волеј ударцем Марио Геце у 113. минуту, након убачаја Андреа Ширлеа.

## Позадина
Био је ово седми сусрет између Немачке и Аргентине на светским првенствима. Први пут су се састали у групној фази Светског првенства 1958, одржаног у Шведској, где је Немачка победила резултатом 3:1. Осам година касније, на првенству одржаном у Енглеској 1966, такође су се састали у групној фази, али није било голова. Следећи сусрет био је у финалу Светског првенства 1986. одржаног у Мексику када је Аргентина славила 3:2. Четири године касније, у Италији 1990, такође су се састали у финалу, али овога пута славима је Немачка резултатом 1:0. На Светском првенству 2006, где је Немачка била домаћин, састали су се у четвртфиналу. Након регуларног дела било је 1:1, па су се изводили једанаестерци које је Немачка добила 4:2. Поново је Немачка била боља од Аргентине, овога пута у Јужној Африци 2010, такође у четвртфиналу, резултатом 4:0.
Ово је, дакле, било треће финале у коме се састају ове две репрезентације, као и треће узастопно првенство на коме се играју.

## Пут до финала
| Екипа            | И | П | Н | ПР | ДГ | ПГ | ГР | Бод. |
| ---------------- | - | - | - | -- | -- | -- | -- | ---- |
| Немачка          | 3 | 2 | 1 | 0  | 7  | 2  | +5 | 7    |
| Сједињене Државе | 3 | 1 | 1 | 1  | 4  | 4  | 0  | 4    |
| Португалија      | 3 | 1 | 1 | 1  | 4  | 7  | -3 | 4    |
| Гана             | 3 | 0 | 1 | 2  | 4  | 6  | −2 | 1    |

| Екипа               | И | П | Н | ПР | ДГ | ПГ | ГР | Бод. |
| ------------------- | - | - | - | -- | -- | -- | -- | ---- |
| Аргентина           | 3 | 3 | 0 | 0  | 6  | 3  | +3 | 9    |
| Нигерија            | 3 | 1 | 1 | 1  | 3  | 3  | 0  | 4    |
| Босна и Херцеговина | 3 | 1 | 0 | 2  | 4  | 4  | 0  | 3    |
| Иран                | 3 | 0 | 1 | 2  | 1  | 4  | −3 | 1    |

## Утакмица

### Детаљи
| Немачка   | 1:0 (прод.) | Аргентина |
| --------- | ----------- | --------- |
| Геце 113’ | Извештај    |           |

| Немачка | Аргентина |

| Г          | 1  | Мануел Нојер          |     |      |
| ДБ         | 16 | Филип Лам (к)         |     |      |
| ЦБ         | 20 | Жером Боатенг         |     |      |
| ЦБ         | 5  | Матс Хумелс           |     |      |
| ЛБ         | 4  | Бенедикт Хеведес      | 34’ |      |
| В          | 23 | Кристоф Крамер        |     | 31’  |
| В          | 7  | Бастијан Швајнштајгер | 29’ |      |
| ДК         | 13 | Томас Милер           |     |      |
| ОВ         | 18 | Тони Крос             |     |      |
| ЛК         | 8  | Месут Озил            |     | 120’ |
| Н          | 11 | Мирослав Клосе        |     | 88’  |
| Измене:    |    |                       |     |      |
| Н          | 9  | Андре Ширле           |     | 31’  |
| С          | 19 | Марио Геце            |     | 88’  |
| О          | 17 | Пер Мертезакер        |     | 120’ |
| Тренер:    |    |                       |     |      |
| Јоаким Лев |    |                       |     |      |

| Г                | 1  | Серхио Ромеро     |     |     |
| ДБ               | 4  | Пабло Забалета    |     |     |
| ЦБ               | 15 | Мартин Демикелис  |     |     |
| ЦБ               | 2  | Езекијел Гарај    |     |     |
| ЛБ               | 16 | Маркос Рохо       |     |     |
| В                | 14 | Хавијер Маскерано | 64’ |     |
| В                | 6  | Лукас Биља        |     |     |
| ДК               | 8  | Енцо Перез        |     | 86’ |
| ЛК               | 22 | Езекијел Лавеци   |     | 46’ |
| Н                | 10 | Лионел Меси (к)   |     |     |
| Н                | 9  | Гонзало Игуаин    |     | 78’ |
| Измене:          |    |                   |     |     |
| Н                | 20 | Серхио Агверо     | 65’ | 46’ |
| Н                | 18 | Родриго Паласио   |     | 78’ |
| С                | 5  | Фернандо Гаго     |     | 86’ |
| Тренер:          |    |                   |     |     |
| Алехандро Сабеља |    |                   |     |     |

| Играч утакмице: Марио Геце (Немачка) | Правила утакмице - 90 минута. - 30 минута продужетака ако буде нерешено након 90 минута. - Једанаестерци уколико буде нерешено након продужетака. - Максимум три измене. |

### Статистика
| Укупно          | Немачка | Аргентина |
| --------------- | ------- | --------- |
| Голови          | 1       | 0         |
| Шутеви          | 10      | 10        |
| Шутеви у оквир  | 7       | 2         |
| Посед лопте     | 60%     | 40%       |
| Корнери         | 5       | 3         |
| Прекршаји       | 20      | 16        |
| Офсајди         | 3       | 2         |
| Одбране голмана | 2       | 6         |
| Жути картони    | 2       | 2         |
| Црвени картони  | 0       | 0         |

## Број гледалаца широм планете
Према подацима Фифе, преко милијарду људи је пратило финалну утакмицу.